# Otto van Lippe (bisschop van Münster)
Otto van Lippe (circa 1198 - 21 juni 1259) was van 1247 tot aan zijn dood bisschop van Münster. Hij behoorde tot het huis Lippe.

## Levensloop
Otto was de derde zoon van graaf Herman II van Lippe uit diens huwelijk met Oda, dochter van graaf Simon I van Tecklenburg.
Hij was voorbestemd voor een geestelijke loopbaan en werd kanunnik van de Dom van Bremen, een functie die hij te danken had aan zijn oom Gerard van Lippe, die aartsbisschop van Bremen was. Mogelijk verkreeg hij rond 1231 de positie van domcantor, alvorens rond 1241 domproost te worden. In 1247 werd Otto door het domkapittel van het bisdom Münster tot bisschop van Münster verkozen. Zijn benoeming werd een jaar later goedgekeurd door de paus.
Tijdens zijn bewind bevorderde hij de bouw van het koor van de Sint-Paulusdom. Om de domproosdij op materieel vlak beter uit te rusten, droeg hij er de parochie Telgte aan over. Door schenkingen promootte hij ook het klooster- en kerkwezen in zijn bisdom. 
Onder zijn heerschappij traden de steden en de Landsstaten duidelijker naar voren dan onder zijn voorgangers. In het kader van het conflict tussen de aartsbisschoppen van Keulen en Paderborn sloten de steden Münster, Dortmund, Soest en Lippstadt in 1253 een vredesverbond. In het jaar 1257 ontstond er ook een bondgenootschap tussen het domkapittel en de stad Münster, blijkbaar omdat ze vonden dat de bisschop zelf onvoldoende de vrede kon garanderen.
Als bisschop van Münster slaagde Otto erin om zijn territorium uit te breiden; zo verwierf hij het gouwding Stromberg en het graafschap Bocholt en kocht hij het graafschap Vechta, de oude bezittingen van de graven van Calvelage-Ravensberg. Daaraan waren ook de grafelijke rechten aan het middelste deel van de Eems tussen de handelsstad Meppen en Leer verbonden. In het kerngebied van Vechta kon de bisschop zijn heerschappij grotendeels doorzetten, maar dat was niet het geval in de Emmsgau, waar hij de concurrentie aanging met de graven van Tecklenburg. Wel lukte het hem om de meeste vrije gebieden tussen de Eems en de Hunte te verwerven. Via pandrecht kwam hij in 1252 ook in het bezit van het gouwding Damme, dat voorheen in het bezit was van de bisschop van Osnabrück. In 1253 beleende Rooms-Duits tegenkoning Willem van Holland de bisschop met Vechta en alle goederen in en buiten Friesland die Otto van Ravensberg in leen had. Het verwerven van deze goederen betekende het begin van de ontwikkeling van het zuidelijke deel van het bisdom.
Otto van Lippe stond heel duidelijk aan de zijde van Rooms-Duits tegenkoning Willem van Holland. Hij was in 1247 aanwezig bij diens verkiezing en weigerde in 1254 deel te nemen aan de door de Keulse aartsbisschop Koenraad van Hochstaden gevormde Rijnbond tegen de koning. Na de dood van Willem in 1256 werd hij een bondgenoot van Richard van Cornwall, die hij in 1257 naar Aken begeleidde.
Zijn band met Koenraad van Hochstaden was aanvankelijk goed; zo sloten beide bisschoppen in 1252 een akkoord over het bezit van de stad Vreden. Hun relatie werd echter afstandelijker door hun verschillende houding tegenover Rooms-Duits tegenkoning Willem en de door Otto's broer Simon, aartsbisschop van Paderborn, geleide vetes tegen Keulen. Niettemin veranderde dit niets fundamenteels aan hun verhouding. In 1256 onderschreef Otto mee de vredesverdragen tussen Keulen en Paderborn. 
Otto van Lippe stierf in juni 1259 en werd bijgezet in de Sint-Paulusdom van Münster.
- Gemeinsame Normdatei: 1059225395
- Virtual International Authority File: 310705841